# Pierre Rezeau
Ne doit pas être confondu avec Pierre Rézeau.
Pierre Rezeau (1764-1813) est un officier royaliste de la guerre de Vendée.

## Biographie
Pierre Rezeau était marchand de bois. L’insurrection vendéenne du printemps 1793 le trouve à La Copechagnière. Il a 29 ans, est toujours célibataire et y participe aussitôt. Il fut dès le début chef de la division de Montaigu, tandis que son beau-frère Charles Caillaud, époux de sa sœur Marie, était le chef de la division de Chantonnay.
L’action de la division de Montaigu se comprend dans le contexte général de la guerre de Vendée, dont elle était pleinement partie prenante.
Pendant les combats de la région de Cholet, il y eut quelques accrochages dans l’Ouest. En avril 1793, les rebelles vendéens encore indisciplinés sont battus à Challans. Ils remportent toutefois à Legé leur première victoire.
Après leur échec devant Nantes, les chefs vendéens se réunissent aux Herbiers le 6 septembre 1793 et se répartissent le territoire vendéen en cinq commandements. Charette est confirmé dans le Pays de Retz et le marais, soit tout le littoral de l’Atlantique, de Nantes jusqu’aux Sables-d’Olonne.
La Convention, inquiète, confie alors au général Westermann la mission de reprendre en main la Vendée. Avec des troupes entraînées — les Mayençais —, secondées par le général Tureau — l’homme des colonnes infernales —, Westermann mit fin à la Grande Armée et contraignit les Vendéens à adopter la guerre de mouvement et la guérilla, où ils excellaient.
Des éléments de la Grande Armée tentèrent de reprendre la guerre au nord de la Loire. On signale leur présence à Châtillon (le 11 octobre 1793), à Saint-Florent (le 18 octobre 1793), à Laval où des chouans bretons se joignirent à eux (octobre-novembre 1793), à Dol et même à Granville. Mais devant la Flèche (7 décembre 1793) et plus encore devant le Mans (10 décembre 1793), les lambeaux de l’armée vendéenne, qui a perdu nombre de ses chefs, viennent s’échouer. Les colonnes de Kléber font très peu de prisonniers. Des 80 000 Vendéens qui avaient traversé la Loire trois mois auparavant, bien peu la retraversèrent. La Convention crut alors avoir vaincu militairement la Vendée. Les « colonnes infernales » s’apprêtaient à raser le pays par les armes et par le feu.
Charette, qui avait refusé de se joindre à la Grande Armée, poursuit une guerre de partisans plus adaptée à ses moyens. La prise de Noirmoutier (10 octobre 1793) ne fut pas de longue durée, et d’Elbée, qui avait succédé à Cathelineau comme généralissime, y est fusillé le 8 janvier 1794. Le 3 février 1794 aux environs de Chauché, le 6 à Legé, les divisions de Charette écrasent des colonnes républicaines.
En mai 1794, Charette réorganise son armée et confirme Pierre Rezeau comme commandant de la division de Montaigu. Le 4 septembre, cette division attaque le camp républicain de la Roullière situé entre le camp des Sorinières et la forêt de Touffou.
Pour tenter de ramener la paix, la Convention prononça le 2 décembre 1794 l’amnistie de tous les rebelles qui déposeraient les armes. Le 25 décembre, Charette reçut des intermédiaires à Belleville, et une entrevue avec des représentants de la Convention commença le 12 février 1795. Après de longues discussions et des concessions de part et d’autre, la légitimité du soulèvement vendéen ayant été reconnue indirectement, un traité de paix est signé le 17 février 1795 au château de la Jaunaye dans la commune de Saint-Sébastien-sur-Loire, près de Nantes. Cet accord porte la signature de tous les responsables vendéens, y compris celle de Pierre Rezeau. Le 26 février 1795, Charette est reçu triomphalement à Nantes. Puis il regagne la Jaunaye le 28.
Les clauses secrètes du traité de la Jaunaye n’étaient sans doute qu’une duperie car elles donnèrent lieu à des applications tout à fait insuffisantes. Malgré cela, le clergé était fatigué de la guerre, comme il le montrera lors d’un synode catholique tenu au Poiré-sur-Vie le 4 août. Dès fin juin 1795, la paix fut rompue, et la division de Montaigu attaqua le camp des Essarts. Le 28 juillet, les républicains massacrèrent à Quiberon un évêque, neuf prêtres et 800 prisonniers. Charette ordonna des représailles et fit fusiller 300 prisonniers internés à Belleville. Les Anglais débarquèrent des armes et des uniformes sur la côte de Saint-Gilles. Louis XVIII promit de venir en Vendée mais se contenta de nommer Charette général de son armée catholique et royale. Puis on annonça le comte d’Artois, qui ne vint pas non plus. Il ne restait à Charette qu’à reprendre la lutte.
Les principales actions conduites par la division de Montaigu furent l’attaque du 26 août d’une colonne républicaine près de Montaigu et le combat de la grande Roullière le 28 décembre 1795.
Survint alors une période de grande lassitude. Le 15 février 1796, Charette échappe aux troupes de Hoche au château de la Boutarlière près de Saint-André-Goule-d’Oie. Le 21 février, Rezeau assiste à la réunion des fidèles de Charette organisée dans le village de la Bégaudière (à côté du Bois de l’Essar, proche de Saint-Denis-la-Chevasse). Cinq jours après, le 26 février, une colonne du général Travot disperse à la Bironnière (aux environs de Froidfond) les troupes rassemblées par Charette pour la dernière fois. Celui-ci, blessé à la tête et à l’épaule droite, miné par la fièvre, se cache dans les taillis de la région. Le 23 mars 1796, il est à la métairie de la Pellerinière, à deux lieues de Legé. Il fuit vers le bois de l’Essar, mais la colonne de Travot l’encercle dans le bois de la Chabotterie. Il se rend au général Travot.
La nouvelle de l’arrestation de Charette va atterrer le parti royaliste. Elle est saluée par le Directoire. Charette est transporté à Nantes, condamné à mort par le Conseil de Guerre et fusillé le 30 mars 1796 à 4 heures du matin.
Stofflet, qui avait rassemblé en janvier 1796 quelques éléments épars des restes de la Grande Armée et tenté de reprendre la lutte, avait été lui aussi arrêté, conduit à Angers et exécuté le 25 février 1796. Tous les chefs historiques du soulèvement vendéen avaient dès lors disparu.
Le 1er avril 1796, Pierre Rezeau fait à son tour sa soumission et est interné au château de Saumur, d’où il s’évade au début de 1797. Il se cache dans son pays, est repris en février 1798 et incarcéré à Nantes. Rendu à la liberté peu de temps après, il reprend son commerce de bois de marine. Pas pour longtemps car un nouveau soulèvement survient en 1799, et il participe aux accrochages de Thorigny, de Bournezeau et de Mareuil. Fin décembre 1799, une nouvelle suspension d’armes est alors conclue. Début janvier 1800, Pierre Rezeau renvoie tous ses hommes dans leurs fermes à l’exception d’une douzaine qu’il garde avec lui. Puis cette suspension provisoire est transformée le 19 janvier en une paix définitive. Ce qui met fin à toute action militaire conduite par lui.

### Mémoire locale
Pierre Rezeau a une rue à son nom à La Copechagnière.